# District de Senboku (Akita)
Pour les articles homonymes, voir District de Senboku.
Le district de Senboku (仙北郡, Senboku-gun) est un district de la préfecture d'Akita au Japon.
Lors du recensement de 2000, sa population était de 116 483 habitants pour une superficie de 2 023 km2.
L'écrivain Gotō Chūgai est originaire de ce district.

## Commune du district
- Misato